# کنارزایی

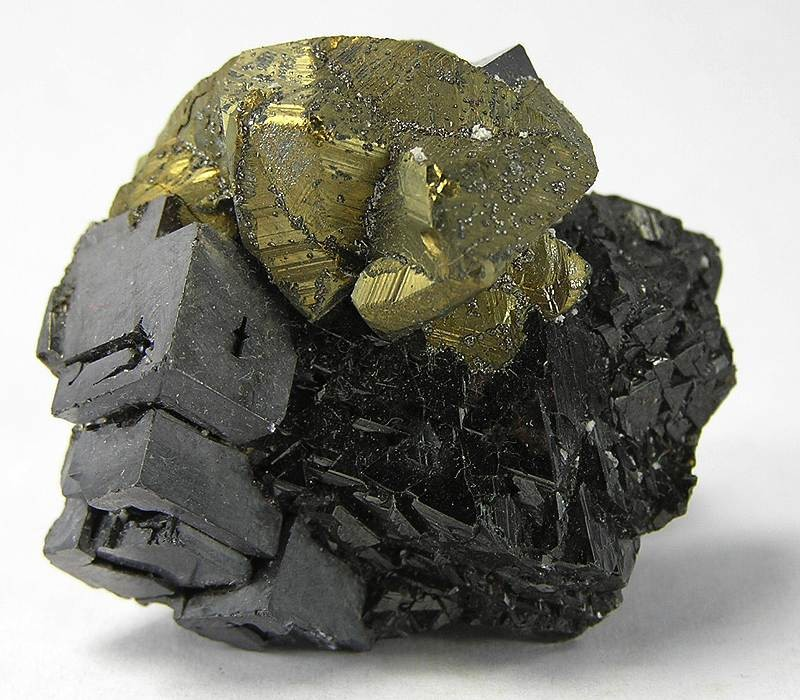
پاراژنز مشخصه گالن (خاکستری)، کالکوپیریت (طلائی رنگ) و اسفالریت (سیاه)

همایندی کانی‌شناسی، کنارزایی یا پاراژنز (به انگلیسی: Paragenesis)، مفهومی در دانش سنگ‌شناسی است که اجتماع تعادلی فازهای معدنی تعبیر می‌شود. در کنارزایی، برخی از کانی‌ها در شرایط مشابه در کنار هم تشکیل می‌گردند که به آن‌ها کانی‌های همراه یا همایند کانی‌شناسی گفته می‌شود. شناخته‌شده‌ترین این کانی‌ها،  اکلوژیت، پریدوتیت، گرانولیت، گارنت، پیروکسن، فلوگوپیت هستند.
درصورت پیدا کردن یکی از کانیهای همایند می‌توان انتظار یافتن کانی دیگر همایند را داشت.
اهمیت مطالعه کنارزایی در تشکیل سنگ‌های دگرگونی و سنگ‌های آذرین و به نحو قابل ملاحظه‌ای در مطالعات مربوط به سنگ معدن و رسوب‌های آن بسیار به چشم می‌آید. واژه پاراژنز به معنای کنارزایی را نخستین بار دانشمند آلمانی، آگوست برایت‌هاوپت در سال ۱۸۴۹ میلادی در کتاب خود، پاراژنز معدنی (به آلمانی: Die Paragenesis der Mineralien) به‌کار گرفته است.